# 坂本真二郎
坂本 真二郎（さかもと しんじろう、1978年3月15日 - 、男性）は、日本の歌手、作曲家。島根県江津市生まれ。長年のバンド活動を経てアニメ、声優、アイドルなどの作詞、作曲、劇伴や音響制作を手がけ津軽三味線の演奏もしていた。2024年9月22日を以って活動を引退した。表記は坂本マニ真二郎（さかもとまにしんじろう）ともしている。

## 概要
アメリカより帰国後、幾つかのバンド活動を経て2005年にニライカナイのボーカル、三味線としてm-wagon/avexよりデビュー。2007年にはヒビキメロヲ名義でアミューズソフトエンタテインメントより再デビュー。その後もスターダストプロモーションよりシングルDVDを発売するなど、幾つもの大手音楽会社を渡ってきた稀な経歴を持つ。バンド活動休止後は作詞、作曲、BGM、三味線演奏などの制作にも携わり、自身が中心となる音楽活動・BALANCE COATEDを行っている理由から殆どの活動を伏せていた。
2024年9月22日、X（Twitter）にて引退と、バーチャルバンド「UnChainer」からの脱退を発表した。

## 経歴
国分寺市立第二小学校卒業、国分寺市立第三中学校卒業。高等学校卒業後、アメリカのオハイオ州・フランクリン大学へ留学。アカウンティングを専攻。大学を中退し帰国後幾つかのバンド活動を経て「タンブルドライロウ」を結成。
- 2005年
  - 「ニライカナイ」でm-wagon/avexより1st.アルバムをリリースしデビュー。
- 2007年
  - メンバーチェンジによりバンド名を「ヒビキメロヲ」に改名。
  - アミューズソフトエンタテインメントよりアルバムをリリース[3]。
- 2009年
  - 初のシングルDVDをスターダストプロモーションよりリリース。
- 2010年
  - ヒビキメロヲ解散。
  - ビジネス仲間数人とIT、経営コンサルティング会社を起業。
- 2011年
  - ヒビキメロヲ元メンバーで「HYBRID HUMAN IDEOLOGY」を結成。
- 2012年
  - 配信限定でミニアルバムを2作品リリース。
- 2013年
  - 「BALANCE COATED」を始動。
  - シングル2曲を立て続けにリリースしAmazon MP3で連続1位に。
  - この年よりTV、アイドル、声優などの制作に参加。
- 2014年
  - 会社を退社。暫し休養の後、作家としての音楽制作の仕事をメインに活動。
- 2016年
  - 個人事業を会社化。
- 2017年
  - ロックバンド「ROA」にサポート三味線で参加後、正式メンバーとしてバンドに加入（2020年1月に健康上の理由により脱退）[4]。
- 2018年
  - フランスJapan Expoに参加。イギリスHYPER JAPANに参加。
- 2019年
  - 中国のスマホアプリ「犬夜叉 -奈落の戦い」[5]主題歌で作詞、編曲を担当。
- 2024年
  - 9月22日付で引退を発表した。